# Мост Гайден (Калининградская область)
Мост Гайдена — (нем. Heydenbrücke) — дорожное сооружение, возведённое над рекой Роминта (нем. Rominter Heide, сейчас река Красная в Роминтенской пуще Калининградской области), названа в честь Вильгельма Гайден-Кадова (Wilhelm von Heyden-Cadow). Мост находится южнее Нового моста и севернее Оленьего. В этих местах находились угодья кайзера Вильгельма II, где он каждую осень приезжал на несколько недель в Роминтенскую пущу и вел переговоры в резиденции с министрами, однако большую часть времени проводил на охоте.

## История

### Деревянный мост
История моста Гайдена началась в 1892 году. В 1892 году через реку Роминта сапёрами был построен деревянный автострадный мост «Кайзер». Мост был украшен резными драконьями головами. В 1905 году мост снесли и построили новый, двадцатипятиметровый, бетонный, по проекту инстенбургского филиала немецкой компании Windschild & Langelott.

### Перестройка
Компания Windschild & Langelott провела полный цикл работ по строительству моста: от проектирования до сборки и ввода в эксплуатацию. Мост снабдили четырьмя арочными конструкциями которые облегчали общую массу моста, транспортное полотно покрыли брусчаткой, металлические перила огораживали края моста.

## Настоящее время
В настоящее время в нижней части моста из-за влаги проникающей через щели между элементами конструкции образовались сталактиты. Бетон потрескался и порос мхом. Перила не сохранились. Брусчатка на транспортном полотне заросла.